# Tanzania ai Giochi della XIX Olimpiade
La Tanzania partecipò ai Giochi della XIX Olimpiade che si sono svolti a Città del Messico dal 12 al 27 ottobre 1968, con una delegazione di quattro atleti, impegnati in due discipline: atletica leggera e pugilato. Fu la seconda partecipazione di questo paese ai Giochi (quattro anni prima aveva preso parte alle Olimpiadi di Tokyo con la denominazione di Tanganica). Non fu conquistata nessuna medaglia.